# Villa Laurin

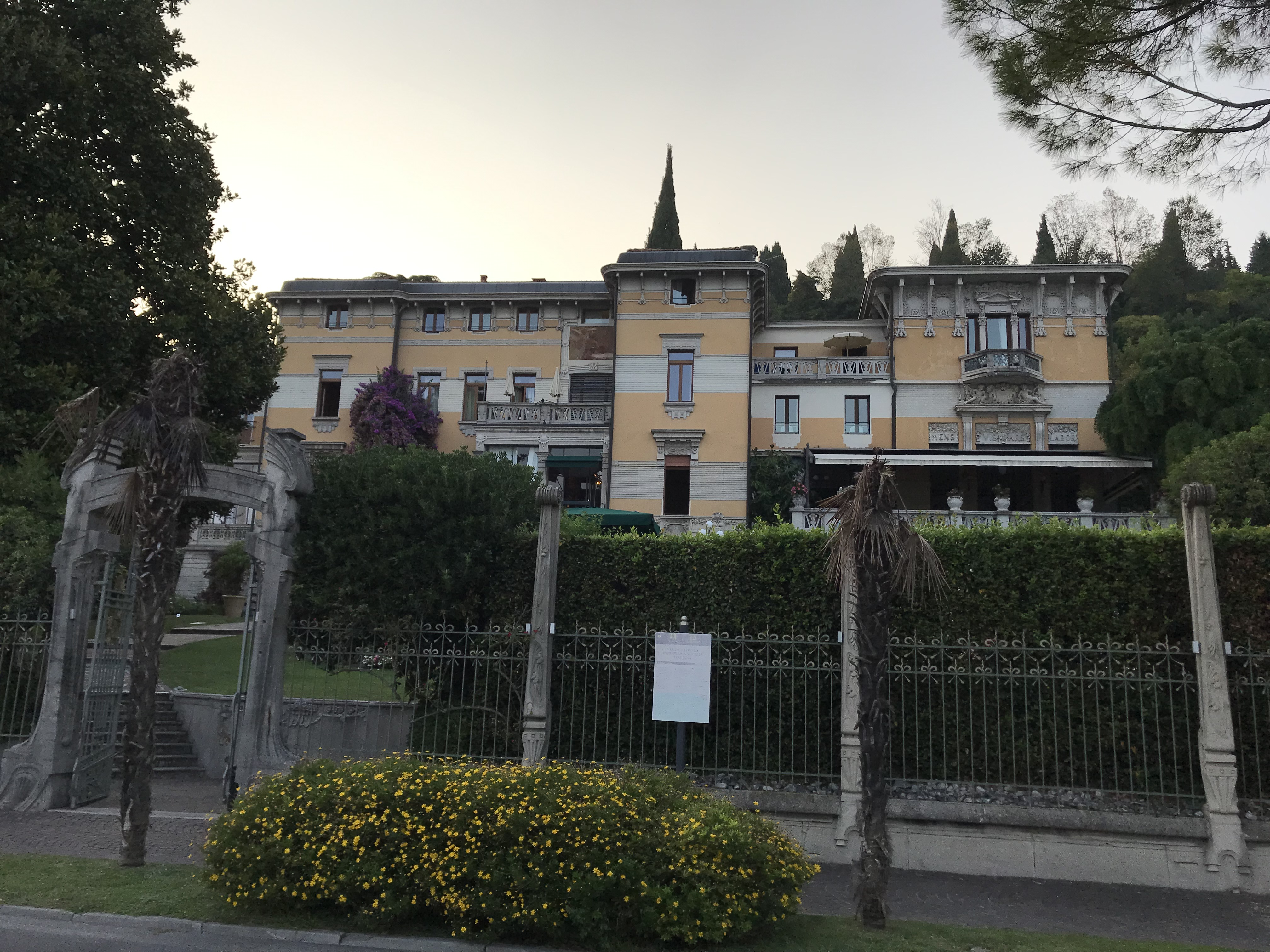
Luxushotel in Salò, Gardasee

Villa Laurin ist der heutige Name eines 1905 vom Geschäftsmann Riccardo Simonini als Villa Isabella errichteten Jugendstilbaus in Salò am Ufer des Gardasees. Nach dem Erbauer wurde sie auch als Villa Simonini bezeichnet. Der Architekt war Ulisse Stacchini, der auch den Mailänder Bahnhof entworfen hatte.
Die ursprünglich private Luxusvilla mit gut erhaltenen Fresken der italienischen Jugendstilmaler Cesare Bertolotti und Angelo Landi diente für Mussolinis Italienische Sozialrepublik als Sitz des Außenministeriums. In den 1960er-Jahren erwarb die Familie Rossi das Gebäude und wandelte es unter Wahrung seines Jugendstilcharakters in ein Romantik-Hotel um.